# Monaco au Concours Eurovision de la chanson 1963
Monaco a participé au Concours Eurovision de la chanson 1963, alors appelé le « Grand prix Eurovision de la chanson européenne 1963 », à Londres (Angleterre), au Royaume-Uni. C'est la 5e participation monégasque au Concours Eurovision de la chanson.
Le pays est représenté par Françoise Hardy et la chanson L'amour s'en va, sélectionnées en interne par Télé Monte-Carlo.

## Sélection
Le radiodiffuseur monégasque, Télé Monte-Carlo, choisit l'artiste et la chanson en interne pour représenter Monaco au Concours Eurovision de la chanson 1963.
Lors de cette sélection, c'est la chanson L'amour s'en va, écrite, composée et interprétée par la chanteuse française Françoise Hardy, qui fut choisie avec Raymond Lefèvre comme chef d'orchestre.
| Ordre | Interprète      | Chanson         | Langue   |
| ----- | --------------- | --------------- | -------- |
| 1     | Françoise Hardy | L'amour s'en va | Français |

## À l'Eurovision
Chaque jury national attribue un à cinq points à ses cinq chansons préférées.

### Points attribués par Monaco
| 5 points | Italie      |
| 4 points | Suisse      |
| 3 points | Allemagne   |
| 2 points | France      |
| 1 point  | Royaume-Uni |

### Points attribués à Monaco
| 5 points             | 4 points | 3 points | 2 points                | 1 point                                         |
| -------------------- | -------- | -------- | ----------------------- | ----------------------------------------------- |
| - France - Allemagne | - Suède  | - Italie | - Luxembourg - Pays-Bas | - Autriche - Royaume-Uni - Suisse - Yougoslavie |

Françoise Hardy interprète L'amour s'en va en 15e position, après la Belgique et avant le Luxembourg. Au terme du vote final, Monaco termine 5e, ex aequo avec la France, sur 16 pays, ayant reçu 25 points.